# Persone di nome Maria/Principesse
| Questa pagina contiene informazioni ricavate automaticamente dalle voci biografiche con l'ausilio del template Bio e di un bot. L'aggiornamento è periodico e automatico e ricostruisce completamente la pagina. Se manca una persona in questa lista, sei pregato di non aggiungerla, ma accertati piuttosto che la sua voce biografica contenga il template Bio e che i dati anagrafici siano correttamente compilati. Se il template Bio manca, inseriscilo tu stesso o, in alternativa, metti l'avviso {{tmp\|Bio}} che ne segnala la mancanza. Se i dati riportati sono sbagliati, correggi direttamente la voce biografica; le modifiche saranno visibili in questa lista entro pochi giorni. Per chiarimenti vedi il progetto antroponimi. La lista contiene solo le 194 persone che sono citate nell'enciclopedia e per le quali è stato implementato correttamente il template Bio. Pagina aggiornata al 6 ago 2025. |

Questa è una lista di persone presenti nell'enciclopedia che hanno il nome Maria e sono principesse.

## A(3)
- Maria Leopoldina di Anhalt-Dessau, principessa (Dessau, n. 1746 - Detmold, † 1769)
- Maria Argira, principessa bizantina (Venezia, † 1006)
- Maria Asenina di Bulgaria, principessa e imperatrice bulgara

## B(12)
- Carolina Bonaparte, principessa francese (Ajaccio, n. 1782 - Firenze, † 1839)
- Paolina Bonaparte, principessa italiana (Ajaccio, n. 1780 - Firenze, † 1825)
- Maria Eleonora Boncompagni Ludovisi, principessa (Isola del Liri, n. 1686 - Roma, † 1745)
- Maria di Borbone, principessa (n. 1315 - Napoli, † 1387)
- Maria Luisa di Borbone-Orléans, principessa francese (Neuilly-sur-Seine, n. 1896 - New York, † 1973)
- Maria de la Paz di Borbone-Spagna, principessa spagnola (Madrid, n. 1862 - Monaco di Baviera, † 1946)
- Maria di Borbone-Vendôme, principessa francese (n. 1515 - † 1538)
- Maria di Borgogna, principessa francese (n. 1393 - Monreberg, † 1463)
- Maria di Brandeburgo-Kulmbach, principessa tedesca (Ansbach, n. 1519 - Heidelberg, † 1567)
- Maria Caterina Brignole Sale, principessa (Genova, n. 1737 - Wimbledon, † 1813)
- Elisa Bonaparte, principessa francese (Ajaccio, n. 1777 - Villa Vicentina, † 1820)
- Maria Letizia Bonaparte, principessa francese (Parigi, n. 1866 - Moncalieri, † 1926)

## C(2)
- Maria Comnena, principessa bizantina
- Maria Comnena, principessa bizantina (Costantinopoli, n. 1085)

## D(95)
- Maria Immacolata d'Asburgo-Lorena, principessa austriaca (Baden, n. 1878 - Altshausen, † 1968)
- Maria de la Esperanza di Borbone-Due Sicilie, principessa spagnola (Madrid, n. 1914 - Villamanrique de la Condesa, † 2005)
- Maria Luisa di Borbone-Parma, principessa italiana (Roma, n. 1870 - Sofia, † 1899)
- Maria Anna Vittoria di Braganza, principessa portoghese (Queluz, n. 1768 - San Lorenzo de El Escorial, † 1788)
- Ludovica di Baviera, principessa tedesca (Monaco di Baviera, n. 1808 - Monaco di Baviera, † 1892)
- Maria Anna di Savoia, principessa italiana (Roma, n. 1803 - Praga, † 1884)
- Maria Anna di Baviera, principessa (Monaco di Baviera, n. 1805 - Wachwitz, † 1877)
- Maria Anna di Baviera, principessa (Monaco di Baviera, n. 1551 - Graz, † 1608)
- Maria Antonia di Borbone-Parma, principessa italiana (Parma, n. 1774 - Roma, † 1841)
- Maria Barbara di Braganza, principessa portoghese (Lisbona, n. 1711 - Aranjuez, † 1758)
- Maria Carolina Augusta di Borbone-Due Sicilie, principessa (Vienna, n. 1822 - Twickenham, † 1869)
- Maria Carolina di Borbone-Due Sicilie, principessa italiana (Napoli, n. 1856 - Varsavia, † 1941)
- Maria Cristina d'Asburgo-Teschen, principessa (Brno, n. 1858 - Madrid, † 1929)
- Maria Cristina di Borbone-Due Sicilie, principessa (Cannes, n. 1877 - Salisburgo, † 1947)
- Maria Eleonora d'Assia-Rotenburg, principessa tedesca (n. 1675 - Sulzbach, † 1720)
- Maria Luisa Carlotta di Borbone-Parma, principessa italiana (Barcellona, n. 1802 - Roma, † 1857)
- Maria Luisa di Borbone-Due Sicilie, principessa (Caserta, n. 1855 - Pau, † 1874)
- Maria Luisa di Borbone-Orléans, principessa francese (Parigi, n. 1662 - Madrid, † 1689)
- Maria Luisa di Hannover, principessa (Gmunden, n. 1879 - Abbazia di Salem, † 1948)
- Maria Luisa di Schleswig-Holstein, principessa inglese (Windsor, n. 1872 - West End, † 1956)
- Maria Pia di Borbone-Due Sicilie, principessa (Gaeta, n. 1849 - Biarritz, † 1882)
- Maria Sidonia di Sassonia, principessa sassone (Pillnitz, n. 1834 - Dresda, † 1862)
- Maria di Borgogna, principessa (Digione, n. 1380 - Thonon-les-Bains, † 1422)
- Maria di Hannover, principessa britannica (Londra, n. 1723 - Hanau, † 1772)
- Maria d'Orange, principessa olandese (L'Aia, n. 1642 - Bad Kreuznach, † 1688)
- Maria Isabella d'Orléans, principessa spagnola (Siviglia, n. 1848 - Villamanrique de la Condesa, † 1919)
- Maria d'Orléans, principessa (Palermo, n. 1813 - Pisa, † 1839)
- Maria da Gloria d'Orléans-Braganza, principessa brasiliana (Petrópolis, n. 1946)
- Maria Luisa di Savoia, principessa (Torino, n. 1729 - Chieri, † 1767)
- Maria Teresa di Savoia, principessa (Roma, n. 1803 - Lucca, † 1879)
- Maria Clotilde di Savoia, principessa italiana (Torino, n. 1843 - Moncalieri, † 1911)
- Maria d'Aragona, principessa (n. 1299 - Villanueva de Sigena, † 1347)
- Maria Teresa d'Asburgo-Lorena, principessa austriaca (Vienna, n. 1801 - Torino, † 1855)
- Immacolata d'Asburgo-Lorena, principessa austriaca (Leopoli, n. 1892 - Viareggio, † 1971)
- Maria Luisa Carlotta d'Assia-Kassel, principessa tedesca (Copenaghen, n. 1814 - Lenggries, † 1895)
- Maria Federica d'Assia-Kassel, principessa tedesca (Kassel, n. 1804 - Meiningen, † 1888)
- Maria d'Aviz, principessa portoghese (Lisbona, n. 1521 - Lisbona, † 1577)
- Maria Fortunata d'Este, principessa italiana (Modena, n. 1731 - Venezia, † 1803)
- Maria d'Orléans-Longueville, principessa e duchessa francese (Parigi, n. 1625 - Parigi, † 1707)
- Maria Amelia di Braganza, principessa brasiliana (Parigi, n. 1831 - Funchal, † 1853)
- Maria Benedetta di Braganza, principessa portoghese (Lisbona, n. 1746 - Lisbona, † 1829)
- Maria Anna Francesca del Portogallo, principessa portoghese (Lisbona, n. 1736 - Rio de Janeiro, † 1813)
- Maria di Battenberg, principessa (Ginevra, n. 1852 - Schönberg, † 1923)
- Maria Anna Giuseppa di Baviera, principessa tedesca (Monaco di Baviera, n. 1734 - Monaco di Baviera, † 1776)
- Carolina di Borbone-Due Sicilie, principessa (Caserta, n. 1798 - Mureck, † 1870)
- Maria Anna di Borbone-Condé, principessa francese (Parigi, n. 1697 - Parigi, † 1741)
- Maria Immacolata di Borbone-Due Sicilie, principessa italiana (Napoli, n. 1844 - Vienna, † 1899)
- Maria Teresa di Borbone-Due Sicilie, principessa (Zurigo, n. 1867 - Cannes, † 1909)
- Maria Amalia di Borbone-Due Sicilie, principessa (Caserta, n. 1782 - Esher, † 1866)
- Maria Antonia di Borbone-Due Sicilie, principessa italiana (Palermo, n. 1814 - Gmunden, † 1898)
- Maria Cristina di Borbone-Due Sicilie, principessa italiana (Reggia di Caserta, n. 1779 - Savona, † 1849)
- Maria Antonia di Borbone-Due Sicilie, principessa (Caserta, n. 1784 - Aranjuez, † 1806)
- Maria Amalia di Borbone-Due Sicilie, principessa italiana (Pozzuoli, n. 1818 - Madrid, † 1857)
- Maria Carolina di Borbone-Due Sicilie, principessa italiana (Napoli, n. 1820 - Trieste, † 1861)
- Carlotta di Borbone-Parma, principessa italiana (Parma, n. 1777 - Roma, † 1813)
- Maria Francesca di Borbone-Parma, principessa italiana (Parigi, n. 1928)
- Luisa Ferdinanda di Borbone-Spagna, principessa spagnola (Madrid, n. 1832 - Siviglia, † 1897)
- Maria Cristina di Borbone-Spagna, principessa spagnola (Madrid, n. 1911 - Madrid, † 1996)
- Maria José di Braganza, principessa portoghese (Bronnbach, n. 1857 - Monaco di Baviera, † 1943)
- Maria Isabella di Braganza, principessa portoghese (Queluz, n. 1797 - Madrid, † 1818)
- Maria Dorotea di Braganza, principessa portoghese (n. 1739 - † 1771)
- Adelaide di Borbone-Francia, principessa francese (Versailles, n. 1732 - Trieste, † 1800)
- Maria Enrichetta Giuseppa di Fürstenberg-Stühlingen, principessa tedesca (n. 1732 - † 1772)
- Maria Melita di Hohenlohe-Langenburg, principessa tedesca (Langenburg, n. 1899 - Monaco di Baviera, † 1967)
- Maria di Hohenzollern-Sigmaringen, principessa (Sigmaringen, n. 1845 - Bruxelles, † 1912)
- Maria Eleonora di Jülich-Kleve-Berg, principessa tedesca (Kleve, n. 1550 - Königsberg, † 1608)
- Maria di Leuchtenberg, principessa (San Pietroburgo, n. 1841 - San Pietroburgo, † 1914)
- Maria di Lorena, principessa (Parigi, n. 1674 - Monaco, † 1724)
- Giuseppina Teresa di Lorena-Armagnac, principessa (Versailles, n. 1753 - Torino, † 1797)
- Maria Teresa di Löwenstein-Wertheim-Rosenberg, principessa tedesca (Roma, n. 1870 - Vienna, † 1935)
- Maria di Nassau, principessa (Breda, n. 1556 - Buren, † 1616)
- Maria di Nassau-Weilburg, principessa tedesca (Wiesbaden, n. 1825 - Neuwied, † 1902)
- Maria Giuseppina di Sassonia, principessa tedesca (Dresda, n. 1731 - Versailles, † 1767)
- Maria Ferdinanda di Sassonia, principessa (Dresda, n. 1796 - Boemia, † 1865)
- Maria Augusta di Sassonia, principessa sassone (Dresda, n. 1782 - Dresda, † 1863)
- Maria Elisabetta di Sassonia, principessa tedesca (Dresda, n. 1610 - Husum, † 1684)
- Maria Augusta di Sassonia, principessa sassone (Dresda, n. 1827 - Dresda, † 1857)
- Maria di Sassonia-Altenburg, principessa tedesca (Hildburghausen, n. 1818 - Gmunden, † 1907)
- Clotilde di Sassonia-Coburgo-Koháry, principessa (Neuilly-sur-Seine, n. 1846 - Alcsútdoboz, † 1927)
- Maria Pia di Savoia, principessa (Torino, n. 1847 - Stupinigi, † 1911)
- Maria Teresa Luisa di Savoia-Carignano, principessa (Torino, n. 1749 - Parigi, † 1792)
- Maria Luisa di Savoia, principessa (Torino, n. 1688 - Madrid, † 1714)
- Maria Adelaide di Savoia, principessa (Torino, n. 1685 - Versailles, † 1712)
- Maria Felicita di Savoia, principessa (Torino, n. 1730 - Roma, † 1801)
- Maria di Savoia, principessa (n. 1298 - † 1334)
- Maria Adelaide di Savoia-Genova, principessa italiana (Torino, n. 1904 - Roma, † 1979)
- Maria Francesca di Savoia-Nemours, principessa (Parigi, n. 1646 - Lisbona, † 1683)
- Maria Anna di Schwarzenberg, principessa tedesca (n. 1706 - † 1755)
- Maria Giuseppina di Borbone-Spagna, principessa spagnola (Gaeta, n. 1744 - Madrid, † 1801)
- Maria Amalia di Borbone-Spagna, principessa spagnola (Madrid, n. 1779 - Madrid, † 1798)
- Maria di Svevia, principessa tedesca (Lovanio, † 1235)
- Maria Teresa di Thurn und Taxis, principessa tedesca (Ratisbona, n. 1794 - Hütteldorf, † 1874)
- Maria Elisabetta di Thurn und Taxis, principessa tedesca (Ratisbona, n. 1767 - † 1822)
- Maria di Württemberg, principessa tedesca (Coburgo, n. 1799 - Gotha, † 1860)
- Maria Eufrosina del Palatinato-Zweibrücken-Kleeburg, principessa svedese (n. 1625 - † 1687)

## H(3)
- Maria di Hannover, principessa tedesca (Hannover, n. 1849 - Gmunden, † 1904)
- Maria Giuseppina di Harrach-Rohrau, principessa tedesca (Vienna, n. 1727 - Roudnice nad Labem, † 1788)
- Maria Amalia di Brandeburgo, principessa (Cölln, n. 1670 - Schleusingen, † 1739)

## I(2)
- Maria Gabriella in Baviera, principessa tedesca (Tegernsee, n. 1878 - Sorrento, † 1912)
- Maria Elisabetta in Baviera, principessa tedesca (Landshut, n. 1784 - Parigi, † 1849)

## K(1)
- Maria Anna von Kottulinsky, principessa (n. 1707 - Vienna, † 1788)

## L(18)
- Maria Teresa del Liechtenstein, principessa austriaca (n. 1694 - Vienna, † 1772)
- Maria Elisabetta del Liechtenstein, principessa austriaca (n. 1683 - Vienna, † 1744)
- Maria Carolina del Liechtenstein, principessa liechtensteinese (Grabs, n. 1996)
- Maria Francesca del Liechtenstein, principessa austriaca (Maria Enzersdorf, n. 1834 - Vienna, † 1909)
- Maria Carolina del Liechtenstein, principessa austriaca (Vienna, n. 1694 - Vienna, † 1735)
- Maria Eleonora del Liechtenstein, principessa austriaca (n. 1703 - † 1757)
- Maria Giuseppina del Liechtenstein, principessa austriaca (Vienna, n. 1800 - Vienna, † 1884)
- Maria Antonia del Liechtenstein, principessa austriaca (n. 1683 - † 1715)
- Maria Antonia del Liechtenstein, principessa austriaca (Vienna, n. 1756 - Vienna, † 1821)
- Maria Teresa del Liechtenstein, principessa austriaca (Vienna, n. 1721 - Vienna, † 1753)
- Maria Domenica del Liechtenstein, principessa austriaca († 1724)
- Maria Antonia del Liechtenstein, principessa austriaca (n. 1687 - † 1750)
- Maria Teresa del Liechtenstein, principessa austriaca (n. 1650 - † 1716)
- Maria Fëdorovna Lubomirska, principessa polacca (Chmil'nyk, n. 1773 - San Pietroburgo, † 1810)
- Maria Astrid di Lussemburgo, principessa lussemburghese (Betzdorf, n. 1954)
- Maria Adelaide di Lussemburgo, principessa lussemburghese (Colmar-Berg, n. 1924 - Fischbach, † 2007)
- Maria Gabriella di Lussemburgo, principessa lussemburghese (Colmar-Berg, n. 1925 - Lejre, † 2023)
- Luisa di Prussia, principessa prussiana (Berlino, n. 1829 - Francoforte sul Meno, † 1901)

## M(27)
- Maria Annunziata di Borbone-Due Sicilie, principessa (Caserta, n. 1843 - Vienna, † 1871)
- Maria Enrichetta Stuart, principessa britannica (St. James's, n. 1631 - Westminster, † 1660)
- Maria di Sassonia-Coburgo-Gotha, principessa (Eastwell Park, Kent, n. 1875 - Sinaia, † 1938)
- Maria Paleologa, principessa (Casale, n. 1508 - Casale, † 1530)
- Maria Eleonora del Brandeburgo, principessa (Königsberg, n. 1599 - Stoccolma, † 1655)
- Maria di Grecia, principessa greca (Atene, n. 1876 - Atene, † 1940)
- Maria del Portogallo, principessa portoghese (Évora, n. 1342 - Genova, † 1377)
- Maria di Navarra, principessa (n. 1330 - Valencia, † 1347)
- Maria di Navarra, principessa (Puente la Reina, n. 1355 - † 1420)
- Maria di Waldeck e Pyrmont, principessa tedesca (Bad Arolsen, n. 1857 - Ludwigsburg, † 1882)
- Maria Enrichetta d'Asburgo-Teschen, principessa austriaca (Preßburg, n. 1883 - Mariazell, † 1956)
- Maria d'Orange-Nassau, principessa olandese (Wassenaar, n. 1841 - Neuwied, † 1910)
- Maria Cunegonda di Sassonia, principessa sassone (Varsavia, n. 1740 - Dresda, † 1826)
- Maria Amalia di Sassonia, principessa sassone (Dresda, n. 1757 - Neuburg an der Donau, † 1831)
- Maria Anna di Zweibrücken-Birkenfeld, principessa tedesca (Schwetzingen, n. 1753 - Bamberga, † 1824)
- Maria Luisa di Bulgaria, principessa bulgara (Sofia, n. 1933)
- Maria di Romania, principessa rumena (Bucarest, n. 1870 - Sinaia, † 1874)
- Maria Stuart, principessa scozzese (n. 1427 - † 1465)
- Maria Comnena, principessa bizantina (n. 1328 - † 1408)
- Maria di Lituania, principessa lituana († 1349)
- Maria di Prussia, principessa (Potsdam, n. 1855 - Dresda, † 1888)
- Maria di Masovia, principessa († 1454)
- Maria di Meclemburgo-Schwerin, principessa (Ludwigslust, n. 1803 - Meiningen, † 1862)
- Maria Francesca di Monaco, principessa monegasca (n. 1728 - Parigi, † 1743)
- Maria Pellina di Monaco, principessa monegasca (Monaco, n. 1651 - Genova, † 1724)
- Maria Teresa di Monaco, principessa monegasca (Monaco, n. 1650 - San Martino in Rio, † 1723)
- Maria Antonietta Murat, principessa francese (Cahors, n. 1793 - Sigmaringen, † 1847)

## O(3)
- Olivera Despina, principessa serba (Kruševac, n. 1372 - † 1444)
- Maria Anna di Oettingen-Spielberg, principessa (Vienna, n. 1693 - Głogów, † 1729)
- Maria Francesca di Oettingen-Spielberg, principessa tedesca (Oettingen in Bayern, n. 1703 - Sigmaringen, † 1737)

## P(3)
- Pilar di Baviera, principessa tedesca (Nymphenburg, n. 1891 - Nymphenburg, † 1987)
- Maria Palaiologina, principessa bizantina (Nicea - Costantinopoli)
- Anna di Prussia, principessa prussiana (Berlino, n. 1836 - Francoforte sul Meno, † 1918)

## R(2)
- Maria di Romania, principessa romena (Gentofte, n. 1964)
- Maria Tescanu Rosetti, principessa rumena (Tescani, n. 1879 - Ginevra, † 1968)

## S(17)
- Maria Alice di Sassonia, principessa (Dresda, n. 1901 - Hechingen, † 1990)
- Maria Elisabetta di Sassonia, principessa (Varsavia, n. 1736 - Dresda, † 1818)
- Maria Anna di Sassonia-Altenburg, principessa tedesca (Altenburg, n. 1864 - Bückeburg, † 1918)
- Maria Gasparina di Sassonia-Altenburg, principessa tedesca (Monaco di Baviera, n. 1845 - Sondershausen, † 1930)
- Maria Elisabetta di Sassonia-Meiningen, principessa (Potsdam, n. 1853 - Obersendling, † 1923)
- Maria Giuseppina di Savoia, principessa (Torino, n. 1753 - Hartwell House, † 1810)
- Maria Pia di Savoia, principessa italiana (Napoli, n. 1934)
- Maria Gabriella di Savoia, principessa italiana (Napoli, n. 1940)
- Maria Beatrice di Savoia, principessa italiana (Roma, n. 1943)
- Maria Francesca di Savoia, principessa italiana (Roma, n. 1914 - Mandelieu-la-Napoule, † 2001)
- Maria Teresa di Savoia, principessa (Torino, n. 1756 - Graz, † 1805)
- Maria Carolina di Savoia, principessa (Torino, n. 1764 - Dresda, † 1782)
- Maria di Savoia, principessa (Chambéry, n. 1411 - Vigone, † 1469)
- Maria Anna di Savoia, principessa (Torino, n. 1757 - Stupinigi, † 1824)
- Maria Bona di Savoia-Genova, principessa e scultrice italiana (Agliè, n. 1896 - Roma, † 1971)
- Maria Clementina Sobieska, principessa polacca (Oława, n. 1702 - Roma, † 1735)
- Maria Stuart, principessa scozzese (Stirling, n. 1453 - † 1488)

## T(2)
- Maria Franziska von Trautson, principessa austriaca (Vienna, n. 1708 - Vienna, † 1761)
- Maria Tudor, principessa inglese (Richmond Palace, n. 1496 - Westhorpe Hall, † 1533)

## V(3)
- Maria di Valois, principessa francese (Saint-Germain-en-Laye, n. 1344 - † 1404)
- Maria di Valois, principessa e badessa francese (Parigi, n. 1393 - Parigi, † 1438)
- Maria Anna Teresa Vasa, principessa polacca (Varsavia, n. 1650 - † 1651)

## Z(1)
- Maria II Zaccaria, principessa